# Серијска публикација
У издаваштву серијска публикација је свака публикација која излази у редовним интервалима под истим називом и нумерисана је или датирана. Ово се такође односи и на периодичне публикације као што су магазини и журнали.